# Dieses schöne Scheißleben!
Dieses schöne Scheißleben! (Arbeitstitel El Mariachi Femenil) ist ein deutscher Dokumentarfilm von Regisseurin Doris Dörrie aus dem Jahr 2014 über das Leben der wenigen weiblichen Mariachi in Mexiko. Der Film feierte seine Premiere bei SXSW 2014. In Deutschland wurde der Film am 3. Juli 2014 auf dem Münchner Filmfest uraufgeführt.

## Handlung
Mariachi ist ein typisches mexikanisches Musikgenre und ein essentieller Bestandteil mexikanischer Kultur. Doch Mariachi ist weit mehr als Musik, es verkörpert einen gewissen Lebensstil, der sehr patriarchalisch geprägt ist. Für Frauen ist es nicht leicht, sich auf diesem Gebiet zu behaupten. Dennoch gibt es eine kleine Anzahl an Frauen, die sich mutig mit ihrer Stimme oder ihrem Instrument auf die Straße trauen, um Musik zu machen, und damit auch auf die Situation des von Korruption, Drogenkrieg und Kriminalität gezeichneten Heimatlandes hinweisen. Der Film folgt den Künstlerinnen der Band Estrellas de Jalisco, begleitet sie zu Hause sowie bei ihren Auftritten auf den Straßen von Mexiko-Stadt und bei besonderen Anlässen, wie etwa Geburtstagsfeiern oder am Día de los Muertos, dem wichtigsten mexikanischen Feiertag.

## Produktion
Der Film wurde produziert von der Flying Moon Filmproduktion GmbH Berlin in Koproduktion mit dem Westdeutschen Rundfunk Köln und der Senator Film in Zusammenarbeit mit Arte Deutschland TV GmbH Baden-Baden. Gefördert wurde er durch den Beauftragte der Bundesregierung für Kultur und Medien -Filmförderung-, den FilmFernsehFonds Bayern (FFF Bayern), den Deutschen Filmförderfonds (DFFF) und dem Medienboard Berlin-Brandenburg (MBB) in Potsdam.
Gedreht wurde von 2012 bis 2014 in Mexiko-Stadt.